# Mike Muscala

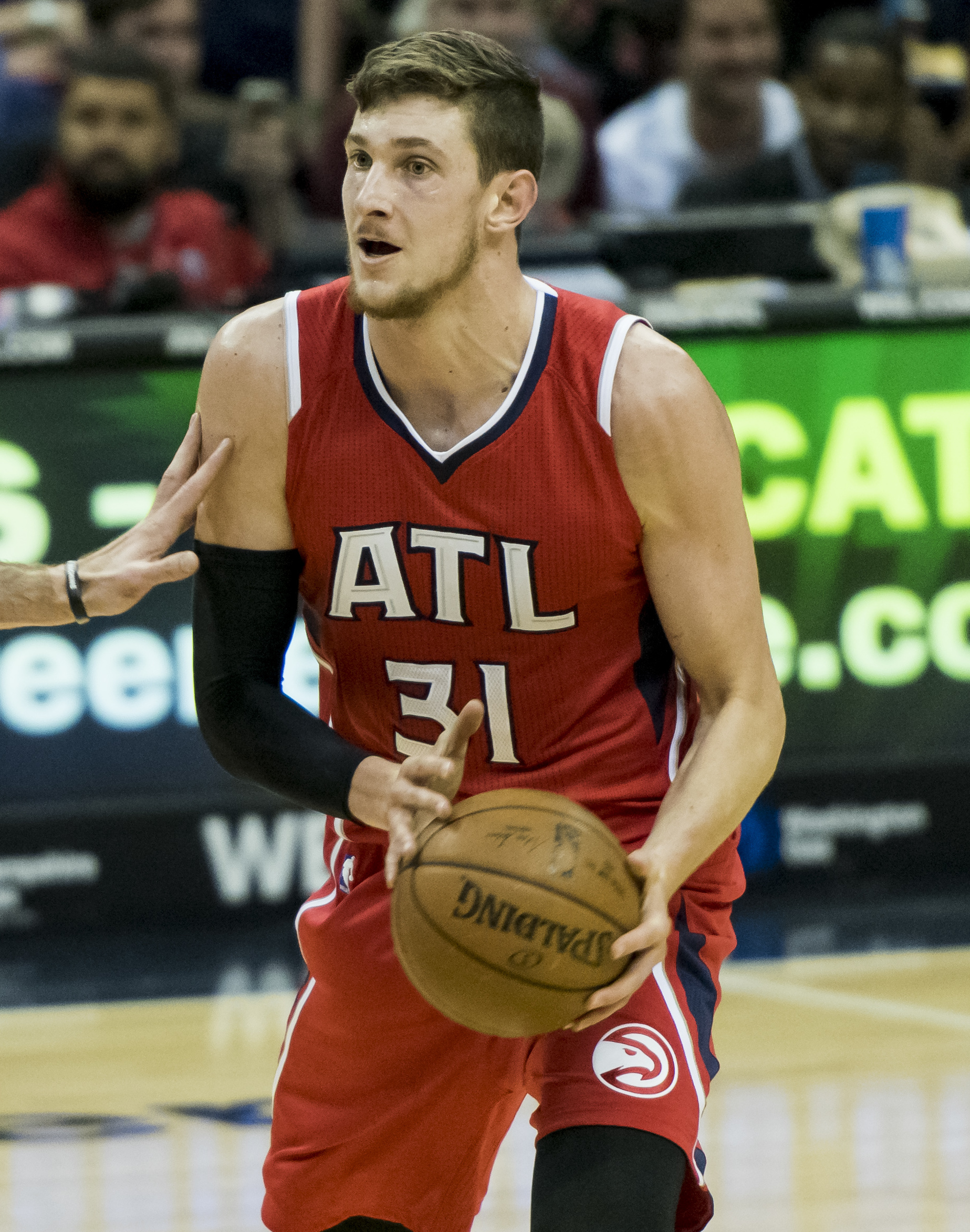
Mike Muscala, 2015.

Michael Peter "Mike" Muscala, född 1 juli 1991 i St. Louis Park i Minnesota, är en amerikansk professionell basketspelare (C/PF) som spelar för Oklahoma City Thunder i National Basketball Association (NBA). Han har tidigare spelat för Atlanta Hawks, Philadelphia 76ers, Los Angeles Lakers, Boston Celtics, Washington Wizards och Detroit Pistons.
Muscala draftades av Dallas Mavericks i andra rundan i 2013 års draft som 44:e spelare totalt.
Innan han blev proffs studerade Muscala vid Bucknell University och spelade för deras idrottsförening Bucknell Bison.